# Крайно-Село
Кра́йно-Се́ло (болг. Крайно село) — село в Кирджалійській області Болгарії. Входить до складу общини Кирджалі.

## Населення
За даними перепису населення 2011 року у селі проживали 169 осіб.
Національний склад населення села:
| Національність   | Кількість осіб | Відсоток |
| ---------------- | -------------- | -------- |
| турки            | 151            | 89,3%    |
| цигани           | 11             | 6,5%     |
| болгари          | 7              | 4,1%     |
| інша             | 0              | 0%       |
| не визначились   | 0              | 0%       |
| Всього відповіли | 169            |          |

Розподіл населення за віком у 2011 році:
Динаміка населення: